# Slovenië op het Eurovisiesongfestival 2013

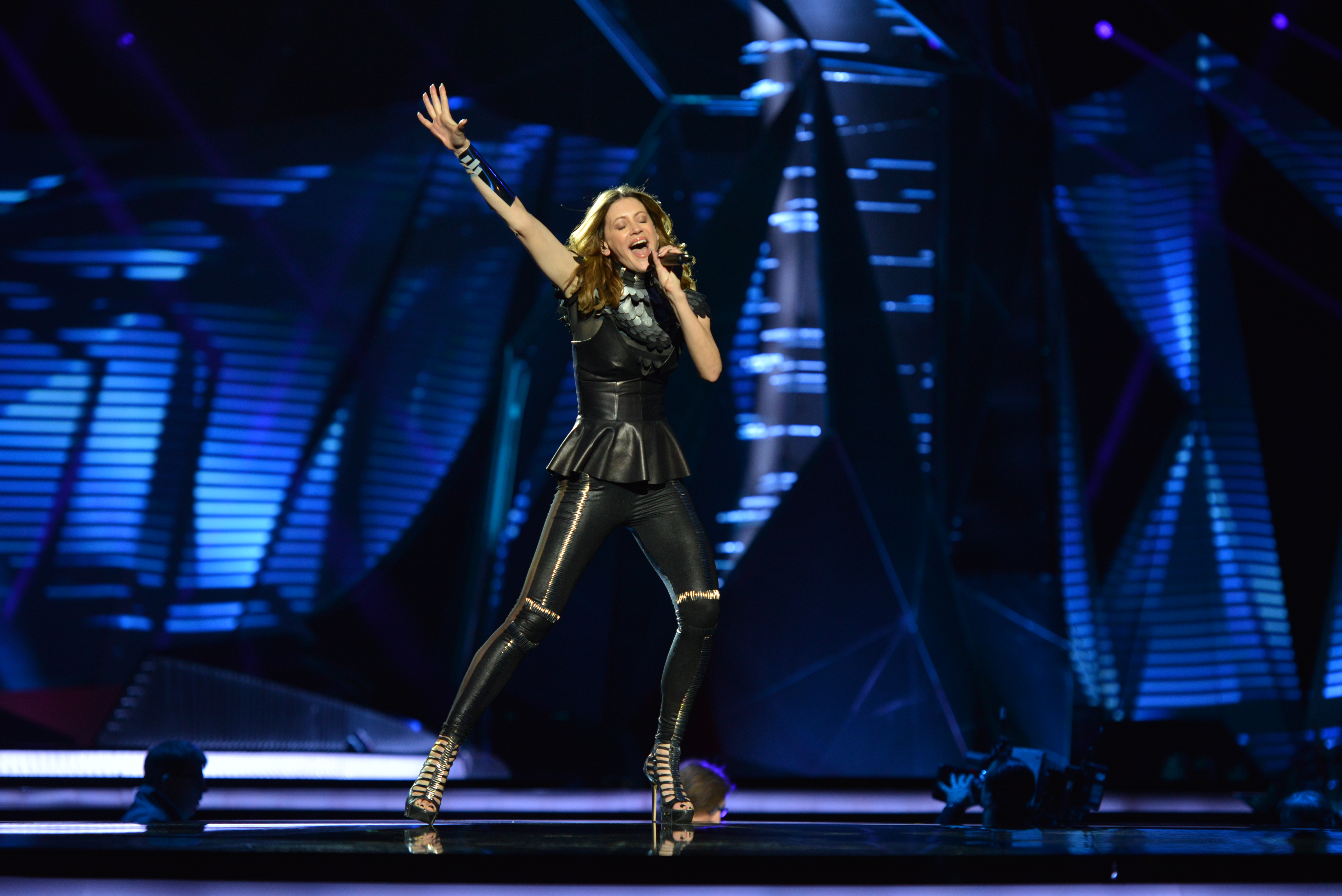
Sloveense bijdrage aan het Eurovisiesongfestival 2013

Slovenië nam deel aan het Eurovisiesongfestival 2013 in Malmö, Zweden. Het was de 19de deelname van het land op het Eurovisiesongfestival. was verantwoordelijk voor de Sloveense bijdrage voor de editie van 2013. De in Slovenië woonachtige Amerikaanse zangeres Hannah Mancini wist in Zweden met het lied Straight into love de finale niet te bereiken.

## Selectieprocedure
Op 15 december 2012 bevestigde de Sloveense openbare omroep RTVSLO te zullen deelnemen aan de komende editie van het Eurovisiesongfestival. Het zag er nochtans lange tijd naar uit dat Slovenië niet zou deelnemen aan het festival. Het land werd immers getroffen door een financiële crisis, waaronder ook de openbare omroep leed. Uiteindelijk werd toch voldoende budget gevonden om de deelname te kunnen bekostigen. Op 23 januari 2013 maakte RTVSLO bekend dat het intern een kandidaat zou kiezen voor het Eurovisiesongfestival. De Sloveense staatsomroep koos voor een interne selectie omdat het naar eigen zeggen niet voldoende tijd had om een nationale finale te organiseren doordat de deelname pas in december zeker was. Bovendien beschikte de omroep niet over voldoende financiële middelen om te investeren in een nationale voorronde.
Op 1 februari werd duidelijk dat de keuze was gevallen op de Amerikaanse zangeres Hannah Mancini. Haar nummer werd op 14 februari gepresenteerd. Het kreeg de titel Straight into love en wordt volledig in het Engels vertolkt.

## In Malmö
Slovenië trad aan in de eerste halve finale op dinsdag 14 mei 2013. Het haalde er de zestiende en laatste plaats, waardoor het niet doorstootte naar de finale.
1993 · 1994 · 1995 · 1996 · 1997 · 1998 · 1999 · 2000 · 2001 · 2002 · 2003 · 2004 · 2005 · 2006 · 2007 · 2008 · 2009 · 2010 · 2011 · 2012 · 2013 · 2014 · 2015 · 2016 · 2017 · 2018 · 2019 · 2020 · 2021 · 2022 · 2023 · 2024 · 2025
Albanië · Armenië · Azerbeidzjan · België · Bulgarije ·  Cyprus · Denemarken · Duitsland · Estland · Finland · Frankrijk · Georgië · Griekenland · Hongarije · Ierland · IJsland · Israël · Italië ·  Kroatië · Letland · Litouwen · Macedonië · Malta · Moldavië · Montenegro · Nederland · Noorwegen · Oekraïne · Oostenrijk · Roemenië · Rusland · San Marino · Servië · Slovenië · Spanje · Verenigd Koninkrijk · Wit-Rusland · Zweden · Zwitserland